# Sindrome emofagocitica
La sindrome emofagocitica (HS), conosciuta anche come sindrome da attivazione macrofagica (MAS) o linfoistiocitosi emofagocitica, è una rara patologia del sistema immunitario, derivante da un disordine delle capacità immunoregolatrici.
È una malattia potenzialmente letale da iperinfiammazione grave causata dalla proliferazione incontrollata di linfociti e macrofagi attivati, morfologicamente benigni che secernono elevate quantità di citochine infiammatorie. È classificata come una delle sindromi da rilascio di citochine.

## Fisiopatologia
Tale disfunzione è dovuta ad una proliferazione benigna non fisiologica (in alcuni casi è maligna, secondaria a un linfoma T periferico NOS) di linfociti T e alla loro infiltrazione sistemica e multiviscerale, cui consegue un'iperattivazione dei macrofagi e infine una incontrollata fagocitosi dei linfociti T e di altre cellule ematiche, specialmente eritrociti, all'interno del sistema reticolo-endoteliale (in particolare nel midollo osseo, nella milza, nel fegato e nei linfonodi).

## Eziologia
La sindrome emofagocitica primaria è causata dalla mutazione a perdita di funzione nei geni che i linfociti T citotossici e le cellule natural killer usano per attaccare le cellule bersaglio come quelle infettate con agenti patogeni, ad es. il virus Epstein-Barr (EBV) o il virus Dengue. Queste mutazioni includono quelle nei seguenti geni: UNC13D, STX11, RAB27A, STXBP2, LYST, PRF1 1, SH2D1A, BIRC4, ITK, CD27 e MAGT1
La sindrome emofagocitica secondaria è associata a malattie maligne e non maligne che indeboliscono anche la capacità del sistema immunitario di attaccare le cellule infette da EBV. Disturbi maligni associati a HS secondaria comprendono linfoma a cellule T, linfoma a cellule B, leucemia linfatica acuta, leucemia mieloide acuta e sindrome mielodisplastica. I disturbi non maligni associati all'HS secondaria comprendono: disturbi autoimmuni come l'artrite idiopatica giovanile, la malattia di Kawasaki, il lupus eritematoso sistemico, malattia di Still e l'artrite reumatoide; disturbi come immunodeficienza combinata grave, sindrome di DiGeorge, sindrome di Wiskott-Aldrich, atassia telangiectasia e discheratosi congenita); e infezioni causate da EBV, citomegalovirus, HIV / AIDS, batteri, protozoi e funghi. La HS secondaria può anche derivare da cause iatrogene come trapianto di midollo osseo o altri trapianti di organi, chemioterapia o terapia con agenti immunosoppressori.

## Classificazione
La linfoistiocitosi emofagocitica familiare (FHL) o linfoistiocitosi familiare eritrofagocitica, è un disordine autosomico recessivo eterogeneo che si riscontra maggiormente con la consanguineità genitoriale.
La linfoistiocitosi emofagocitica secondaria (linfoistiocitosi emofagocitica acquisita) si verifica dopo una forte attivazione immunologica, come quella che può verificarsi con l'infezione sistemica, l'immunodeficienza o la malignità sottostante.
Entrambe le forme sono caratterizzate dall'enorme attivazione di linfociti T e macrofagi normali, che portano inevitabilmente ad alterazioni cliniche ed ematologiche e, in assenza di trattamento, alla morte.